# Desray
Desray, artiestennaam van Désirée Manders (Den Haag, 28 oktober 1969), is een Nederlands zangeres en voornamelijk bekend als leadzangeres van de Nederlandse eurodancegroep 2 Brothers on the 4th Floor.

## Biografie
Op 29 januari 1988 kreeg zij dankzij de live-uitzending van de Soundmixshow van Henny Huisman bij de KRO op Nederland 1 voor het eerst landelijke bekendheid. Daarin vertolkte ze het nummer They Don't Play Our Lovesong Anymore van Anita Meyer. Na een overwinning in de voorronde wist ze hiermee de finale te behalen waar ze vervolgens derde werd. Deze finale zorgde ervoor dat het merendeel van de telefoonlijnen van de PTT in Nederland die avond plat kwamen te liggen.
Zij vormde met rapper D-Rock (René Philips) het gezicht van de Nederlandse eurodancegroep 2 Brothers on the 4th Floor. De groep had wereldwijd hits, waaronder Never alone, Dreams, Come take my hand en One day. Daarnaast trad ze ook samen op met Anita Doth van 2 Unlimited en Linda Estelle van T-Spoon onder de naam Diva's of Dance.
In 2000 was Desray deelneemster aan Big Brother VIPS.
In 2012 nam ze deel aan het Talpa-talentenprogramma The Winner is... van John de Mol, uitgezonden op SBS6. Ze overwon de eerste ronde tegen Anita Heilker met 99-2, de tweede ronde tegen Dewi Pechler met 72-29 en de derde ronde tegen Lilian Day Jackson met 101-0. Met alle stemmen van de jury won Desray in de categorie "Professionals" en plaatste ze zich hiermee voor de livefinale van 15 maart 2012. Op 13, 14 en 15 mei 2016 was Desray, als 2 Brothers on the 4th Floor, te gast bij de Toppers in de Amsterdam ArenA.

### Privé
Desray huwde op 30 juni 2009 met haar vriend, met wie ze sinds 1991 samen was. In 2016 ging het stel uit elkaar.

## Discografie

### Albums
| Album met eventuele hitnotering(en) in de Nederlandse Album Top 100 | Datum van verschijnen | Datum van binnenkomst | Hoogste positie | Aantal weken | Opmerkingen  |
| ------------------------------------------------------------------- | --------------------- | --------------------- | --------------- | ------------ | ------------ |
| Desray Classics – Home of Jazz                                      | 2006                  |                       |                 |              | Home of Jazz |

### Singles
| Single met eventuele hitnotering(en) in de Nederlandse Top 40 | Datum van verschijnen | Datum van binnenkomst | Hoogste positie | Aantal weken | Opmerkingen                                             |
| ------------------------------------------------------------- | --------------------- | --------------------- | --------------- | ------------ | ------------------------------------------------------- |
| The best of my love (T.O.T.B.)                                | 1988                  | 01-10-1988            | Tip             | 4            | Leadzangeres duo T.O.T.B                                |
| Rap around the world (T.O.T.B.)                               | 1989                  | 01-07-1989            | Tip             | 2            | Leadzangeres duo T.O.T.B                                |
| Love's like a miracle                                         | 1991                  | 02-06-1991            | Tip             | 1            | Onder artiestennaam Claudette Parris                    |
| Dancin’ on a higher ground (Fundamental)                      | 1993                  | 22-02-1993            | Tip             | 2            | Leadzangeres dance-project Wessel van Diepen            |
| Feel my Riddim (Skibby)                                       | 1995                  | 22-08-1995            | Tip             | 4            | Backing vocals Skibby Feat. King Lover                  |
| Turn your love around (Toni Di Bart)                          | 1996                  | 25-03-1993            | Tip             | 3            | Backing vocals Tony Di Bart                             |
| I wonder why (E-Life)                                         | 1999                  | 25-04-1999            | Tip             | 4            | Backing vocals E-Life                                   |
| Falling into the groove (Diva’s of Dance)                     | 2006                  | 12-04-2006            |                 |              | Diva's of Dance met o.a. Anita Doth                     |
| I want it all (Killer Queen)                                  | 2007                  | 12-05-2007            |                 |              | Killer Queen met o.a. Laura Vlasblom                    |
| What about you                                                | 2010                  |                       |                 |              | i.s.m. SVA / Oxfam Novib                                |
| Trip down the map of Africa                                   | 2010                  |                       |                 |              | i.s.m. SVA / Oxfam Novib                                |
| My heart                                                      | 2014                  | 4-3-2014              | 42              | 2            | nummer van Bas Silos in RTL 5-talentenprogramma The Hit |